# Mereni, Suceava
Mereni este o localitate componentă a orașului Salcea din județul Suceava, Moldova, România.
 Acest articol despre o localitate din județul Suceava este deocamdată un ciot. Puteți ajuta Wikipedia prin completarea lui.